# 強殖裝甲 (美國電影)
《强殖装甲》（英語：The Guyver，歐洲和南美記為）是一部1991年美國超級英雄電影，輕度改編自高屋良樹的同名日本漫畫。講述年輕人西恩·巴克（Sean Barker）發現了外星神器「單元」（The Unit），將巴克變成了名為「卡巴」的外星超級戰士。當得知大企業「克諾斯」（Chronos）正在追蹤强殖装甲後，巴克發現克諾斯的幕後根本不是人類。電影由谷讓治和王孫杰合作執導，馬克·漢米爾、鄔君梅、傑克·阿姆斯特朗（Jack Armstrong）、吉米·沃克和大衛·蓋爾主演。
電影在1991年3月18日美國上映，影評人和觀眾給予負評居多。1994年發行影帶首映續集《強殖裝甲：暗黑英雄》。

## 劇情
克諾斯（Chronos）公司的研究員瀬川哲博士竊取能變成「卡巴」（The Guyver）的外星神器「單元」（The Unit）逃走，但被克羅諾斯總裁富爾頓·巴庫斯的得力助手利斯克和手下捉住，利斯克變身獸化兵（Zoanoid）殺了同樣是獸化兵的對方，但之後發現單元早被調包。真正的單元被年輕人西恩·巴克拿走。瀬川博士的女兒瀬川瑞紀從中央情報局人員麥斯·李德口中得知父親的死訊，李德是博士原本要接見的人。西恩回家時，摩托車拋錨並被一群惡煞包圍，直到他意外激活單元，而讓卡巴装甲包覆全身、成為外星武裝戰士，實力大增的他一口氣擊敗對手。戰鬥完，裝甲收回他后頸的兩道疤痕裡。
第二天晚間，西恩發現瑞紀的老師被殺死，且利斯克的手下捉走了瑞紀。在李德的幫助下，西恩和瑞紀得以逃脫。他們被困在一間廢棄的倉庫中，利斯克的獸化兵手下捉住瑞紀，而西恩再次變身成強殖裝甲與他們作戰。但一次戰鬥中頭部受到碰撞，使盔甲的控制金屬暫時出現故障。被發現弱點的他遭到利斯克等獸化兵反殺，西恩頭部的控制金屬被對手撕下取走，西恩化成一攤黏液。
瑞紀在克諾斯總部醒來，巴庫斯向她介紹了公司內部對於獸化兵的研究，並企圖要她說出如何激活卡巴。遺傳學研究負責人艾斯特博士發現控制金屬正在將自身再生為一個新的卡巴甲單元。瑞紀趁機奪走控制金屬，威脅要把它扔進處理室。但控制金屬開始附著在她的手上，防止它掉入處理室。利斯克的手下史塔利克不小心讓控制金屬被艾斯特博士吞入，但艾斯特開始瘋狂地痙攣，然後從內部被切開後死亡，卡巴破體而出、重獲新生，同時再生了宿主西恩。西恩救出實驗室中的李德後開始對付其他獸化兵，最後成功擊敗他們，包括利斯克。在三人開始逃跑之前，李德突變成一隻蟑螂型的獸化兵，但很快地夭折。得知卡巴裝甲無法從西恩體內分離後，巴庫斯現出原形：一隻巨大的獸化兵怪物，將西恩逼到絕境，直到但卡巴的防禦系統激活了他胸前的大砲，摧毀了巴庫斯和實驗室。
最後，西恩解除武裝，恢復人類的模樣與瑞紀一同離開現場。此時，李德的前同事卡斯特上校和倖存的史塔利克則在一旁看著，密謀新計劃。

## 演員
- 傑克·阿姆斯特朗（Jack Armstrong）飾演西恩·巴克／卡巴（Sean Barker / The Guyver）
- 馬克·漢米爾飾演麥斯·李德（Max Reed）
- 鄔君梅飾演瀬川瑞紀（Mizuki Segawa）
- 吉米·沃克（英语：Jimmie Walker）飾演M·C·史塔利克（M.C. Striker）
- 大衛·蓋爾飾演富爾頓·巴庫斯（Fulton Balcus）
- 迈克尔·贝里曼飾演利斯克（Lisker）
- 彼得·斯貝洛斯（英语：Peter Spellos）飾演拉姆齊（Ramsey）
- 史派絲·威廉斯-克洛絲比（英语：Spice Williams-Crosby）飾演韋伯（Weber）
- 威拉德·E·皮尤（英语：Willard E. Pugh）飾演卡斯特上校（Col. Castle）
- 傑佛瑞·可姆斯飾演艾斯特博士（Dr. East）
- 琳妮亞·奎格利（英语：Linnea Quigley）飾演尖叫女王
- 格雷格·派克（Greg Paik）飾演瀬川哲博士（Dr. Tetsu Segawa）

## 備註
1. ↑  海報上馬克·漢米爾被合成為主角強殖裝甲，但實際上傑克·阿姆斯特朗才是該角飾演者，與正片相違。